# B.L.E.A.G. 10 und 11
Die Dampflokomotiven 10 und 11 der B.L.E.A.G. waren meterspurige Kastenlokomotiven für den Nebenbahnbetrieb. Die beiden Lokomotiven wurden von der La Métallurgique Tubize 1899 mit den Fabriknummern 1188 und 1189 ausgeliefert und auf dem Abschnitt Pforzheim-Brötzingen Kleinbahnhof–Pforzheim Leopoldplatz eingesetzt.
Eine Maschine wurde noch von der Deutschen Eisenbahn-Betriebsgesellschaft (DEBG) übernommen und von dieser als 10s bezeichnet. Sie wurde 1936 ausgemustert.

## Geschichte
Wie auf der Stadtstrecke der Albtalbahn in Karlsruhe durften auch im Netz der Straßenbahn Pforzheim nur Kastenlokomotiven verwendet werden. Deshalb wurden die aus Richtung Ittersbach ankommenden Züge in Brötzingen von solchen übernommen. Die Lokomotiven waren im Gegensatz zu den Karlsruher Kastenlokomotiven dreiachsig und teilverkleidet.
Nach der durchgehenden Elektrifizierung der Strecke versahen die Lokomotiven weiter verschiedene Dienste. 1916 wurde Lokomotive 11 ausgemustert und zwei Jahre später verschrottet. Die Lokomotive 10 wurde 1932 von der DEBG übernommen und als 10s bezeichnet. Eingesetzt wurde die Lokomotive jedoch nicht mehr. Sie wurde 1936 ausgemustert und 1937 als Schrott an den Rheinhäfen Karlsruhe verladen worden.

## Technik
Die Lokomotiven hatten einen Außenrahmen. Die Achsen wurden mit Hallschen Kurbeln von außerhalb des Rahmens liegenden Stangen angetrieben. Die Radlager waren im Rahmen einfach über Blattfedern ohne Zwischenachsausgleich abgefedert. Alle Treibräder besaßen einen Spurkranz.
Die liegenden Kessel waren teilverkleidet. Die Steuerung war im unteren Bereich durch bewegliche Klappen abgesichert. Der Lokführer hatte seinen Platz an der Spitze des Führerstandes.
Die Lokomotiven waren mit einem Wetterschutzdach versehen, welches Öffnungen für den Schornstein und den Dampfdom besaß. Zum Schutz des Bedienpersonals waren zusätzliche seitliche Verblechungen angebracht. Sie hatten eine Hardy-Bremse und eine Handbremse.